# Владо Блажевскі
Владо Блажевскі (1944) — македонський дипломат.

## Біографія
Народився у 1944 році. У 1966 закінчив Військову академію в м. Новий Сад, у 1975 — Загребський інститут політичних наук. Кандидат політичних наук.
З 1976 по 1977 - радник Союзного секретаріату закордонних справ Югославії.
З 1977 по 1980 - консул генерального консульства Югославії в Києві.
З 1980 по 1985 - радник Союзного секретаріату закордонних справ Югославії.
З 1985 по 1989 - 1-й секретар посольства Югославії в КНДР.
З 1989 по 1992 - спеціальний радник Управління Азії та Далекого Сходу Союзного секретаріату закордонних справ Югославії.
З 1992 по 1993 - спеціальний радник Управління Азії та Далекого Сходу Союзного секретаріату закордонних справ Македонії.
З 1993 по 1996 - спеціальний радник Управління СНД МЗС Македонії.
З 1996 по 1997 - тимчасовий повірений у справах Північної Македонії в Києві (Україна).
З 1997 по 2003 - Надзвичайний і Повноважний Посол Північної Македонії в Україні.   